# Rhamphomyia hambergi
Rhamphomyia hambergi är en tvåvingeart som beskrevs av Frey 1916. Rhamphomyia hambergi ingår i släktet Rhamphomyia och familjen dansflugor. Inga underarter finns listade i Catalogue of Life.